# La Cauchie Communal Cemetery
La Cauchie Communal Cemetery is een begraafplaats gelegen in de Franse plaats La Cauchie (Pas-de-Calais). De militaire graven worden onderhouden door de Commonwealth War Graves Commission.
De begraafplaats telt 13 geïdentificeerde Gemenebest graven uit de Eerste Wereldoorlog.